# 16. Festival des politischen Liedes
16. Festival des politischen Liedes es un álbum en directo interpretado por artistas de diversas nacionalidades, grabado entre el 12 y el 23 de febrero de 1986 en el contexto de la decimosexta versión del Festival de la canción política (en alemán: Festival des politischen Liedes) organizado por la Juventud Libre Alemana (FDJ) en el este de Berlín, en la época de la República Democrática Alemana.
Entre los intérpretes del álbum se encuentran Pete Seeger, Modern Soul Band, Bolivia Manta, Oktoberklub, Rachid Bahri, Francis Bebey, Aroona, Franz-Josef Degenhardt y Sźelkiálto.